# اپسیلون سکستان
اپسیلون سکستان یک ستاره است که در صورت فلکی سکستان قرار دارد.